# Церковь Сергия Радонежского (Имяньпо)
Це́рковь в честь преподо́бного Се́ргия Ра́донежского в Имяньпо́ (кит. 一面坡圣谢尔盖堂) — православный храм Харбинской епархии на станции КВЖД «Имяньпо»; с 1957 по 1958 годы — действующий приход Китайской православной церкви. Разрушен после 1958 года.

## История
Сергиевский храм на станции КВЖД «Имяньпо» был построен из дерева в 1901 году на средства Управления КВЖД. Строившиеся в самом начале 1900-х годов церкви на КВЖД, в том числе Сергиевская, строились по одному типовому проекту с небольшими изменениями: сруб на каменном подклете. Освящение храма состоялось 19 декабря 1901 года. Сергиевская церковь была первой церковью, освящённой по восточной линии КВЖД. При церкви существовала школа.
C 1922 году храм входил в состав Харбинской епархии. Церковное попечительство, существовавшее при храме, оказывало широкую благотворительную деятельность среди бедных слоёв населения, а также заботилось о местной гимназии. Настоятелем храма долгие годы был энергичный и популярный протоиерей Симеон Новосильцев.
Последним настоятелем храма был протоиерей Аникита Ван, назначенный сюда в 1957 году. Однако уже в 1958 году храм был закрыт. В период «культурной революции» храм был разобран, а брёвна были использованы для постройки жилищ.

## Клир
настоятели
- Иаков Матковский (1901—1903)
- Тимофей Евтихиев (1904)
- Иннокентий Петелин[вд] (1905—1912)
- Иоанн Щербак (1912—1922)
- Василий Борисоглебский (1923—1924)
- Симеон Новосильцев (1924—1934)
- Геннадий Краснов (1934—1937)
- Александр Лукин (1937—1948)
- Аникита Ван (1957)

диаконы
- Михаил Норин (1927—1938)
- Сергий Павлов (1938—1940-е)